# Стародавні п'явки
Стародавні п'явки (Acanthobdellida) — ряд кільчастих червів класу П'явки (Hirudinida). Складається з 1 родини, 1 роду та 2 видів. Виявлено у 1840-х роках дослідником Адольфом Едуардом Грубе, що відніс їх до окремого роду Acanthobdella, що означає «озброєна п'явка». У 1905 році були віднесені до особливої, нижчої групи класу п'явок. Згодом виділено в особливий ряд п'явок.

## Опис
загальна довжина представників цього ряду коливається від 25 до 35 м, завтовшки до 3 мм при вазі 200—250 г. Рот являє присоску, яка різниться за видами. Тулуб складається з 25 сомітів (постуральних сегментів). Перші 5 сегментів мають щетинки, по 2 пар на кожному сегменті. Вони використовуються для переміщення та з'єднання з тілом жертви. Нервова, осморегуляторна та репродуктивна системи мають структуру, аналогічну відповідним системам п'явок. Система кровообігу присутня. Вона подібна за структурою до системи олігохетів.
Забарвлення переважно сірого або сіро-коричневого кольору зі смугами.

## Спосіб життя
Живляться кров'ю лососевих риб, часто форелі. На одній рибі можуть бути декілька таких п'явок.
Статева зрілість настає наприкінці осені або на початку зими. Розмноження відбувається на мілині. Його процес натепер достеменно не досліджено.

## Поширення
Зустрічаються в північній Голарктиці: на Алясці (США), крайній півночі Європи і Азії (від Норвегії до Колими). Найпівденніше місцезнаходження — Онезьке озеро.

## Класифікація
- Родина Acanthobdellidae
  - Рід Acanthobdella
    - вид Acanthobdella peledina
    - вид Acanthobdella livanowi